# Colin McGinn
Colin McGinn (* 10. März 1950 in Hartlepool, England) ist ein britischer Philosoph, der lange Zeit an der Rutgers University in New Jersey gelehrt hat; von 2006 bis 2013 hatte er eine Professur für Philosophie an der University of Miami inne. Seine Hauptarbeitsgebiete sind die Philosophie des Geistes und Metaphysik.

## Philosophie des Geistes
McGinns zentrale These ist, dass wir aufgrund unserer begrenzten kognitiven Fähigkeiten bestimmte Probleme nicht und grundsätzlich nicht abschließend lösen können. Dies liege laut ihm an der modularen Struktur unseres Bewusstseins. McGinn stützt sich hierbei insbesondere auf Arbeiten von Jerry Fodor (so etwa in The Modularity of Mind), Thomas Nagel (The View from Nowhere) sowie auf Noam Chomskys Ansichten zum Sprachapparat des Menschen. McGinn, Nagel und Fodor wurden wegen ihrer Skepsis gegenüber der Möglichkeit, das Leib-Seele-Problem auf rein physikalistischem Weg zu lösen, vom Philosophen Owen Flanagan als „New Mysterians“ bezeichnet.
Zur Lösung bestimmter Probleme haben sich laut McGinn im Laufe der Evolution leistungsfähige Schwerpunkt-Module entwickelt. Für die Lösung bestimmter anderer Probleme sind unsere auf diesen Modulen basierenden kognitiven Mittel jedoch entweder prinzipiell ungeeignet, oder aber und zumindest von grundsätzlich begrenzter Effektivität. Nach McGinn zählen hierzu vor allem Fragestellungen ontologischer und epistemologischer Natur und somit gerade auch solche Probleme, die klassischer Gegenstand der Philosophie sind, also in etwa Fragen über die Natur und Grundlage von Bedeutung und Sinn, Fragen bezüglich des Bewusstseins oder das Leib-Seele-Problem, sowie solche, die den freien Willen und das Selbst betreffen. Sämtliche dieser Probleme seien zwar prinzipiell und auch ohne auf höhere (d. h. nicht-materialistische) Prinzipien verweisen zu müssen, lösbar – wir, als Menschen, können sie jedoch aus ebenso prinzipiellen Gründen nicht lösen.

## Affäre um sexuelle Belästigung
Anfang Juni 2013 wurde bekannt, dass McGinn zum Ende des Jahres seine Professur in Miami auf Druck der Universitätsleitung nach Vorwürfen der sexuellen Belästigung seiner Forschungsassistentin („research assistant“) Monica Ainhorn Morrison aufgeben wird. Er selbst weist die Anschuldigungen von sich. Der Fall wurde 2016 beigelegt, die Beteiligten verpflichteten sich zu Stillschweigen.
Der Vorfall löste eine Debatte darüber aus, inwieweit Sexismus in der Wissenschaft, insbesondere an Philosophischen Lehrstühlen, nach wie vor weit verbreitet ist.

## Werke
- 1982: The Character of Mind. Oxford University Press, Oxford, ISBN 978-0-19-289159-4.
- 1983: The Subjective View. Secondary Qualities and Indexical Thoughts. Oxford Univ. Press, Oxford, ISBN 978-0-19-824695-4.
- 1989: Wittgenstein on Meaning. Blackwell, Oxford
- 1991: Mental Content. Blackwell, Oxford, ISBN 978-0-631-15681-9.
- 1991: The Problem of Consciousness. Blackwell, Oxford, ISBN 978-0-631-17698-5.
- 1992: Moral Literacy or How To Do The Right Thing. Duckworth, London, ISBN 978-0-7156-2417-3.
- 1992: The Space Trap. CreateSpace Independent Publ., ISBN 978-1-4937-5625-4.
- 1993: Problems in Philosophy. The Limits of Inquiry. Blackwell, Oxford, ISBN 978-1-55786-475-8.
  - 1996: Die Grenzen vernünftigen Fragens.[6] Grundprobleme der Philosophie. Klett, Stuttgart ISBN 978-3-608-91088-9.
- 1997: Minds and Bodies. Philosophers and Their Ideas. Oxford Univ. Press, Oxford, ISBN 978-0-19-511355-6.
- 1999: Ethics, Evil and Fiction. Oxford Univ. Press, Oxford, ISBN 978-0-19-823877-5.
  - 2001: Das Gute, das Böse und das Schöne.[7] Über moderne Ethik. Klett, Stuttgart, ISBN 978-3-608-91968-4.
- 2000: The Mysterious Flame. Conscious Minds in a Material World. Basic Books, New York, ISBN 978-0-465-01423-1.
  - Wie kommt der Geist in die Materie?[8] Das Rätsel des Bewusstseins. Beck, München 2001, ISBN 3-406-47217-6. TB-Ausg. seit 2003 bei Piper, München ISBN 978-3-492-23653-9.
- 2000: Logical Properties: Identity, Existence, Predication, Necessity, Truth. Oxford Univ. Press, Oxford, ISBN 978-0-19-924181-1.
- 2002: Knowledge and Reality. Selected Papers. Oxford Univ. Press, Oxford, ISBN 978-0-19-925158-2.
- 2002: The Making of a Philosopher: My Journey Through Twentieth-Century Philosophy., Harper Collins, ISBN 978-0-06-095760-5.
- 2004: Mindsight: Image, Dream, Meaning. Harvard Univ. Press. Cambridge, Mass., ISBN 0-674-01560-6.
  - Das geistige Auge – Von der Macht der Vorstellungskraft. Primus, Darmstadt 2007, ISBN 978-3-89678-293-9.
- 2004: Consciousness and its Objects. Oxford Univ. Press, Oxford, ISBN 978-0-19-926760-6.
- 2005: The Power of Movies: How Screen and Mind Interact. Pantheon Books, New York, ISBN 0-375-42317-6.
- 2007: Shakespeare’s Philosophy: Discovering the Meaning Behind the Plays. Harper Collins, London, ISBN 978-0-06-085616-8.
- 2008: Mindfucking. Acumen, Stocksfield, ISBN 978-1-84465-114-6.
- 2015: Philosophy of Language: The Classics Explained. MIT Press, Cambridge MA. ISBN 978-0-262-02845-5.

## Dokumentarfilm
McGinn ist auch in dem Dokumentarfilm The Atheism Tapes (2004) von Jonathan Miller zu sehen, in dem sechs namhafte Persönlichkeiten in jeweils etwa halbstündigen Interviews zum Spannungsfeld zwischen Religion und Atheismus befragt werden.